# Kom op tegen Kanker

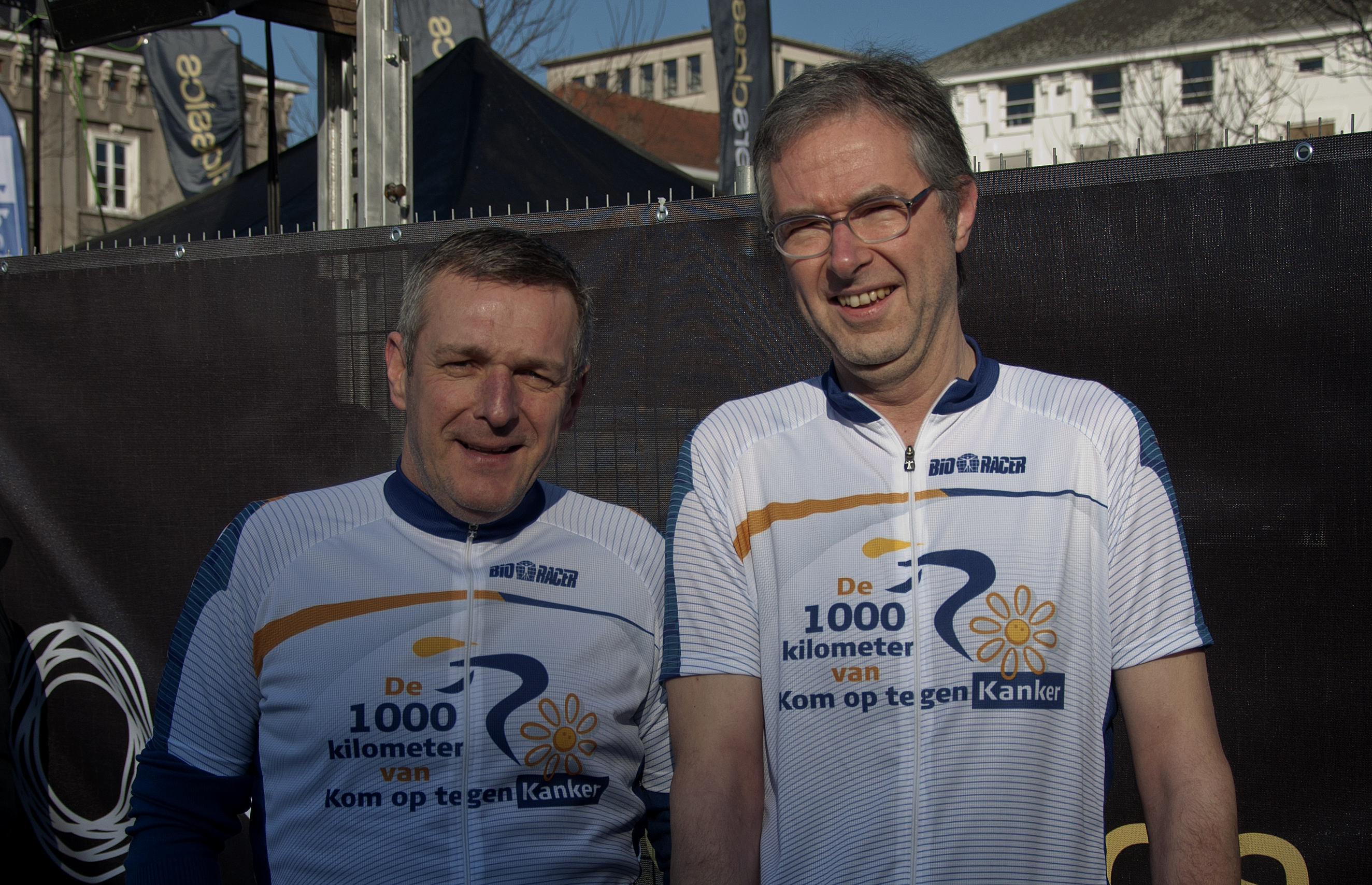
Leo Van Der Elst (links) en Jan Hautekiet tijdens een promotie bij de start van de Omloop Het Nieuwsblad 2012

Kom op tegen Kanker, oorspronkelijk de Vlaamse Liga tegen Kanker (VLK), is een Vlaamse ngo en vzw actief in de strijd tegen kanker. De organisatie zet zich in voor drie doelen: minder kanker, meer genezing en een betere levenskwaliteit voor wie kanker heeft (gehad). Kom op tegen Kanker pleit tegelijk voor een beter kankerbeleid en structurele oplossingen om de ziekte te vermijden, te bestrijden en te verzachten. Om dat te kunnen doen, mobiliseren ze zoveel mogelijk mensen om zich te engageren als zorgvrijwilliger, als actievoerder of als donateur. 
De organisatie is bekend van de gelijknamige actie Kom op tegen Kanker, waarin het onder andere door het verkopen van plantjes geld inzamelt. Deze campagne wordt ook in Nederland gehouden onder de titel "Sta op tegen Kanker".

## Inkomsten
Kom op tegen Kanker krijgt slechts beperkte financiële steun van de overheid. Hun inkomsten komen van giften, legaten en acties.
- giften: een groot deel van het geld komt van mensen, verenigingen en bedrijven die geld doneren.
- legaten: heel wat mensen schenken (een deel van) hun erfenis aan Kom op tegen Kanker.
- acties: honderden lokale comités van vrijwilligers organiseren het hele jaar door spontaan geldinzamelingsacties: van spaghettiavonden, sponsortochten, sportactiviteiten, quizzen tot veilingen.

Kom op tegen Kanker zet zelf ook acties op:
- Tijdens het jaarlijkse Plantjesweekend in september verkopen vrijwilligers azalea’s ten voordele van steun- en zorgprojecten.
- Vier dagen lang fietsen teams tijdens het hemelvaartweekend de 1000 km. Elk team haalt 5500 euro op voor kankeronderzoek.
- Met de 100km-run lopen teams van vier personen samen ten voordele van kankeronderzoek. Elk team haalt 2500 euro op.
- Iedereen tegen Kanker is de jaarlijkse grote campagne van televisiezender VRT 1, met als sluitstuk een tv-show. De Pet op tegen Kanker is het kinderluik van deze campagne in samenwerking met Ketnet.

## Bestedingen
Er gaat geld naar een hele reeks projecten in de psychosociale zorg, naar kinderen met kanker, palliatieve zorg, lotgenotengroepen, informatie en preventie, beleidsbeïnvloeding en wetenschappelijk onderzoek.

## Geschiedenis

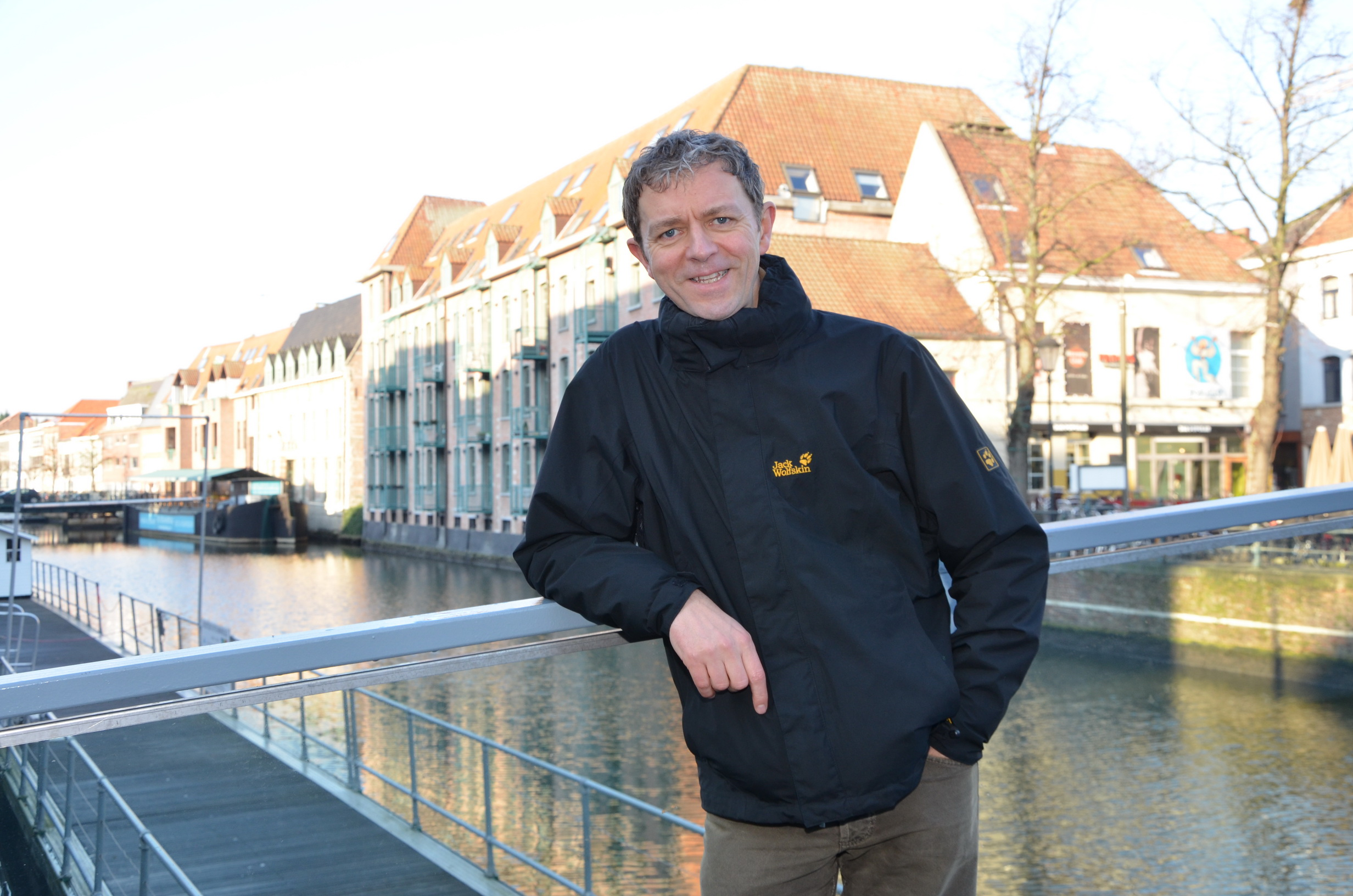
Frank Deboosere (hier in 2013) was vele jaren campagneleider van Kom op tegen Kanker

De wortels van de Vlaamse Liga tegen Kanker lagen in de in 1924 onder bescherming van Koningin Elisabeth opgerichte Nationale Belgische Liga tegen Kanker. De activiteiten van de organisatie werden vanaf 1950 voortgezet door het Belgisch Werk tegen Kanker. In 1993 ontstond als gevolg van de staatshervormingen in België de Vlaamse Kankerliga, die bleef samenwerken met het federale Belgisch Werk tegen Kanker. 
Parallel hieraan ontstond Kom op tegen Kanker, begonnen met een succesvolle inzamelingsactie in 1989. In 1988 deed Kathy Lindekens een oproep voor een benefietactie ten voordele van kinderen met kanker. Ze mobiliseerde haar radiocollega's en dat leidde tot een benefietshow die op 14 mei 1989 werd uitgezonden op TV2. De toenmalige BRT vond dat het daarbij niet mocht blijven en zo ontstond Kom op tegen Kanker. Een tweede campagne kwam er in 1991 en sindsdien is er een om de twee jaar.
Op 1 januari 1998 fuseerden de Vlaamse Kankerliga en Kom op tegen Kanker tot de Vlaamse Liga tegen Kanker. Sinds 27 november 2014 gebruikt de organisatie niet meer de naam Vlaamse Liga tegen Kanker, maar heet ze Kom op tegen Kanker.

### Campagne 2010-2011
In 2010-2011 was de actie gericht op het inzamelen van geld voor leukemiepatiënten, meer bepaald voor de Vlaamse navelstrengbloedbanken. Op basis van het bloed in de navelstrengbloedbank kunnen er stamcellen gewonnen worden voor een stamceltransplantatie, een behandeling die men aan patiënten kan geven voor wie geen andere behandeling nog soelaas biedt. KOTK hoopte 1 miljoen euro te kunnen werven, wat zou toelaten om 1.000 monsters in te vriezen en tot 20 jaar in bevroren toestand te bewaren. De VRT besteedde extra aandacht aan de actie, onder meer op 26 februari 2011 een rechtstreekse show op de tv-zender Eén. In die show werd 1.751.178 euro ingezameld: een recordbedrag. In de tv-show was de 6-jarige leukemiepatiënte Amber Jespers te zien die kort na de uitzending op 13 maart 2011 overleed.

### Campagne 2014-2015
In 2015 was het themalied Iedereen is van de wereld van The Scene. Zanger Thé Lau werd het gezicht van de campagne.
Kom op tegen Kanker maakte op 16 januari 2016 de netto opbrengst van 23.606.622 euro bekend. Nooit eerder haalde de geldinzamelingscampagne in twee jaar tijd meer geld op. De netto opbrengst lag 16% hoger dan in de periode 2012-2013.

### Campagne 2016-2017
In 2016 in het achtentwintigste werkjaar werd een nieuwe tweejarige campagne opgestart. Klassiekers onder de acties waren het Plantjesweekend, de 100 km-run, de 1000 km en De pet op tegen Kanker.
Kom op tegen Kanker maakte op de “Dankdag voor actievoerders en vrijwilligers” van 21 januari 2018 de netto opbrengst van 28.360.855 euro bekend. Nooit eerder haalde de geldinzamelingscampagne in twee jaar tijd meer geld op. De netto opbrengst lag 20% hoger dan in de periode 2014-2015. De Dankdag werd bijgewoond door 1.300 mensen. Er waren in het Elisabeth Center in Antwerpen workshops, infosessies en een optreden van Stan Van Samang.

## Campagnes
| Jaar      | Thema                                                                    | Bedrag          | Voorzitter                      | Campagnelied |
| --------- | ------------------------------------------------------------------------ | --------------- | ------------------------------- | --- |
| 1989      | Oprichting Kom op tegen Kanker (door Kathy Lindekens)                    | € 2.479.000     | Kathy Lindekens                 | |
| 1990-1991 | Overgewicht, alcohol, roken, zonnen en het belang van medisch onderzoek. | € 3.310.000     | Kathy Lindekens                 | 'Cleo' gezongen door Kathy Lindekens                                                                                  |
| 1992-1993 | Tabak, ongezonde voeding en milieuvervuiling                             | € 3.609.000     | Kathy Lindekens                 | 'Gelukkig zijn' gezongen door Koen Wauters en Isabelle A.                                                             |
| 1994-1995 | Jongeren en roken                                                        | € 4.559.000     | Kathy Lindekens Gerda Lindekens | 'Er is nog zoveel te doen' gezongen door Della Bosiers voor Cédric                                                    |
| 1996-1997 | gezonde voeding                                                          | € 5.150.000     | Gerda Lindekens Della Bosiers   | 'You've got a friend' gezongen door Helmut Lotti                                                                      |
| 1998-1999 | passief roken bij jonge kinderen                                         | € 7.158.000     | Della Bosiers                   | 'Hoog in de heldere lucht' gezongen door Gunther Neefs                                                                |
| 2000-2001 | Borstkankerscreening voor vrouwen van 50 tot en met 69 jaar              | € 8.726.969,43  | Della Bosiers                   | hommage aan Robert Mosuse                                                                                             |
| 2002-2003 | 'Gezonde voeding en meer beweging'                                       | € 9.211.917,73  | Frank Deboosere                 | |
| 2004-2005 | 'Stoppen met roken'                                                      | € 10.340.661,16 | Frank Deboosere                 | |
| 2006-2007 | 'Laat naar je borsten kijken'                                            | € 11.612.242,49 | Frank Deboosere                 | |
| 2008-2009 | 'Geef de kleintjes' (Kinderkanker)                                       | € 13.441.103,55 | Frank Deboosere                 | 'Ik wil jou niet kwijt' Muziek: Miguel Wiels Tekst: Alain Vande Putte Productie: Wim Claes Zang: BV's en hun kinderen |
| 2010-2011 | 'Geef leukemiepatiënten een laatste kans op overleven'                   | € 17.130.355    | Frank Deboosere                 | [ 11 ] |
| 2012-2013 | 'Steek je tong uit tegen kanker' (Kinderkanker)                          | € 20.403.464    | Frank Deboosere                 | [ 12 ] |
| 2014-2015 | 'Iedereen tegen kanker'                                                  | € 23.606.622    | Frank Deboosere                 | Iedereen is van de wereld                                                                                             |
| 2016-2017 | 'Iedereen tegen kanker'                                                  | € 28.360.855    | Frank Deboosere                 | |
| 2018      | Iedereen tegen Kanker                                                    | € 3.604.335     |                                 | |